# Synodontis longirostris
Synodontis longirostris hay còn gọi là eyespot synodontis, là tên của một loài cá da trơn bơi lộn ngược và là loài đặc hữu của Cộng hòa Dân chủ Congo. Chúng thường xuất hiện ở lưu vực sông Congo. Vào năm 1902, nhà động vật học người Bỉ gốc Anh George Albert Boulenger dựa trên mẫu vật thu thập được ở sông Ubangi tại thị trấn Mobayi-Mbongo. Tên loài longirostris được đặt dựa trên từ Latin longus, có nghĩa là "dài" và từ Latin còn lại là rostrum nghĩa là "mõm". Ý chỉ cái mõm dài của chúng.

## Mô tả
Tương tự như nhiều loài trong chi Synodontis, S. caudalis xương đỉnh đầu của chúng kéo dài ra phía sau đến tia vây đầu tiên của vây lưng thì dừng lại. Hai bên đầu chúng mọc ra hai cái xương hẹp, cứng, nhám, chiều dài thì hơn chiều rộng, đỉnh thì nhọn. Nhờ bộ phận này mà các nhà nghiên cứu có thể nhận dạng được loài cá này.
Chúng có 3 cặp râu. Một cặp ở hàm trên thì dài, không phân nhánh, không có màng ở nối với cơ thể ở gốc, khi mở rộng thì có chiều dài khoảng 1⁄2 chiều dài của đầu. Còn hai cặp ở dưới thì có độ dài không bằng nhau. Cặp ngoài cùng thì thì dài hơn cặp trong cùng gấp hai lần và cả hai đều phân nhánh.
Tia vây đầu tiên của vây lưng và vây ngực thì cứng và có đỉnh nhọn. Ở phần lưng thì hơi cong, dài bằng 2⁄3 chiều dài của đầu hoặc ngắn hơn một chút, phía trước thì mềm hoặc có răng cưa rất ít và phía sau thì nhiều răng cưa hơn. Còn ở phần ngực thì dài hơn ở vây lưng một chút và có răng cưa ở 2 bên. Vây hậu môn thì có 4 tia vây không nhánh và 6 tia vây phân nhánh, đỉnh thì nhọn. Vây đuôi thì chia ra làm 2 rất rõ ràng.
Ở hàm trên thì răng của chúng có hình cái đục, còn ở hàm dưới thì có hình chữ S (hay hình cái móc). Số lượng răng ở hàm dưới thường được dùng để phân biệt các loài, ở Synodontis caudovittatus thì hàm dưới có 24 cái răng.
Cơ thể của loài cá này có màu nâu ô liu và có những đốm đen lớn trên cơ thể
Chiều dài của chúng khi trưởng thành có thể lên đến 66 cm (26 in). Nhìn chung thì cá thể giống cái thì to hơn giống đực dù cùng lứa tuổi với nhau.

## Môi trường sống và tập tính
Trong tự nhiên, loài cá này có thể được tìm thấy ở khắp lưu vực sông Congo, ngoại trừ nhánh sông ở phía nam ra. Chúng bị đánh bắt với mục đích thương mại.
Hành vi sinh sản của các loài trong chi Synodontis hầu như vẫn chưa rõ, ngoại trừ việc đếm được số lượng trứng từ các cá thể cái. Mùa sinh sản thì có lẽ diễn ra vào mùa lũ từ tháng 7 đến tháng 10, rồi chúng bắt cặp và bơi cùng nhau đến hết mùa sinh sản. Tốc độ phát triển của chúng tăng nhanh vào năm đầu tiên rồi giảm dần theo từng năm.